# Zsitomir
Zsitomir (ukránul: Житомир, lengyelül: Żytomierz) nagyváros Nyugat-Ukrajnában, a Zsitomiri terület és a Zsitomiri járás székhelye.

## Fekvése
Kijevtől 139 km-re nyugatra, a Teteriv és a Kamjanka folyók összefolyásánál fekszik. Közigazgatásilag 2 kerületre (rajon) oszlik: a Bohunszkij és a Korolovszkij kerület. Nyugatra hatalmas erdőségek határolják, közepes tengerszint feletti magassága 221 m.

## Népessége
| Lakosok száma | 65 895 | 69 465 | 53 000 | 243 764 | 292 097 | 271 303 | 269 942 | 267 038 | 264 452 | 261 624 |
|               | 1897   | 1926   | 1945   | 1979    | 1989    | 2013    | 2015    | 2017    | 2019    | 2022    |

## Története
A várost a drevlján szláv törzsszövetség alapította 884-ben. Neve a Mir Zsityelej (a lakók városa) elnevezésből származik. Más legendák szerint a kijevi Aszkold fejedelem tanácsosa, az itt letelepedett Zsitomir alapította a 9. század közepén.  A régi kijevi krónikák említést tesznek egy 945-ben itt kitört népfelkelésről, valamint az 1240-ben a várost elpusztító tatár támadásról. 1320-ban Gediminas litván nagyfejedelem Litvániához csatolta, majd 1569-ben a Lengyel–Litván Unió része lett. 1648-ban Bohdan Hmelnickij csapatai elfoglalták, súlyos vereséget mértek itt a lengyelekre. 1668-ban, Kijev elvesztése után a Kijevi vajdaság székhelye lett. 1793-ban Oroszországhoz került és a Volhíniai kormányzóság székhelye lett (1796-tól). A kormányzósági székhely lakossága gyorsan növekedett, 1861-ben 40,5 ezer; 1897-ben már 69,9 ezer lakója volt. Az 1900-as évek elejére fontos kulturális központtá vált, ahol egy római-katolikus és egy ortodox papi szeminárium, két gimnázium és színház működött. Igen jelentős volt a zsidó kisebbség a városban, 1861-ben a lakosság 1/3-át alkották. Zsitomir a zsidó kultúra egyik központjává vált (nyomdák, iskolák). 1905 májusában a pogromok során 20-an vesztették életüket. 

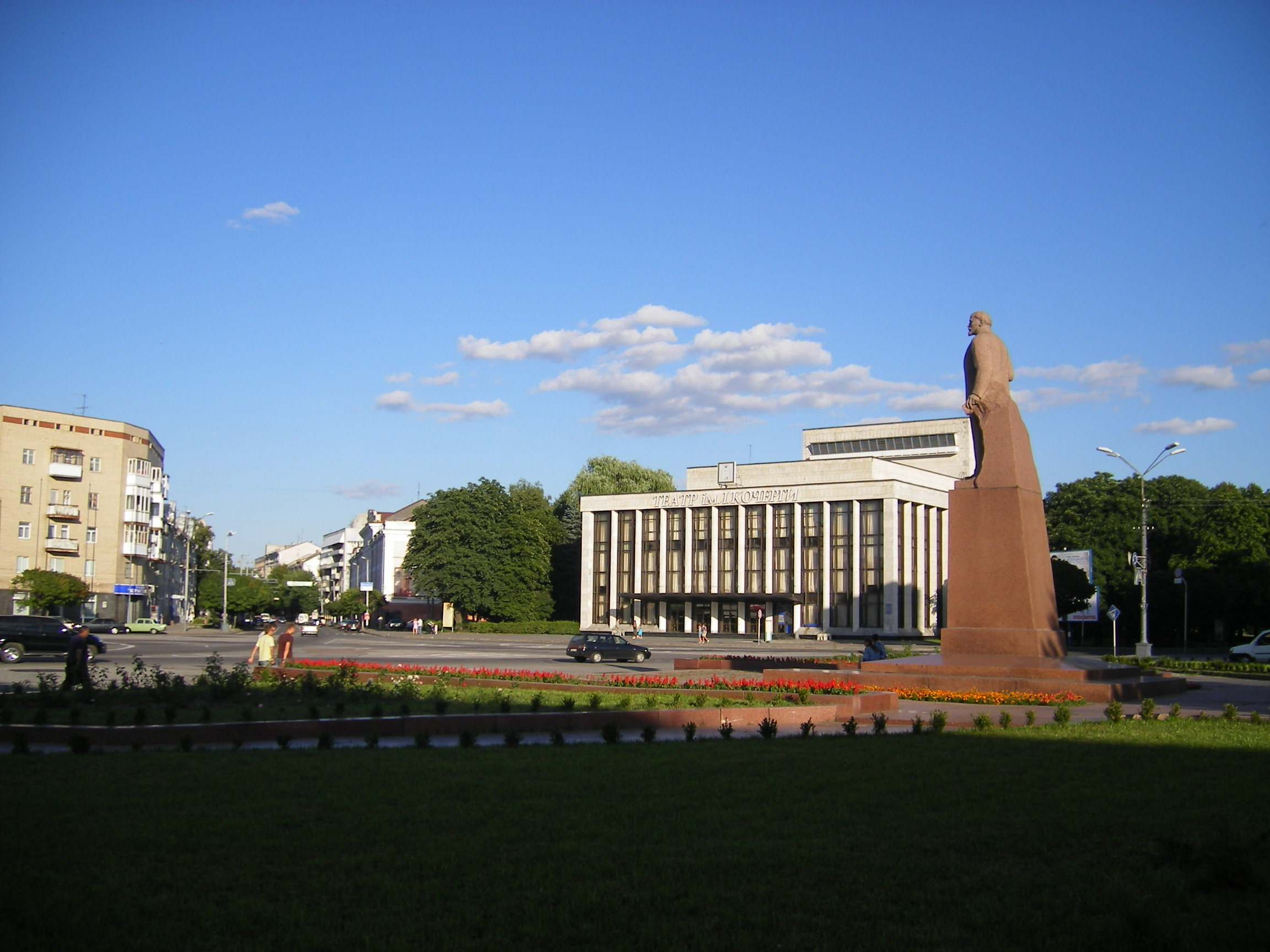
A Szobornij Majdan a Lenin szoborral és a színházzal

1918-ban a város német megszállás alá került. Néhány hétig a városban működött az Ukrán Népköztársaság kormánya is, a Központi Tanács (Centralna Rada). 1919 augusztusában Scsorsz bolsevik csapatai az Ukrán Galíciai Hadsereg (UHA) 2. Hadtestével vívott csaták után elfoglalták a várost.
1920 májusában a lengyel csapatok szállták meg a várost, akiket az I. Lovashadsereg (Vorosilov és Bugyonnij vezetésével) 1920. július 7-én vert ki és Zsitomir Szovjet-Ukrajnához került. Az ötéves tervek során új üzemek létesültek (bútorkombinát, motorjavítóüzem, öntöde, betongyár, szilikáttéglagyár, hangszergyár stb.). 1937-ben területi (oblaszty) székhely lett, 1939-ben már 95 ezer lakosa volt. 1941. július 7-én szállták meg a németek és itt rendezték be egyik körzeti központjukat, Zsitomirt szánták a német kolonizáció központjának. Itt működött az ukrajnai Gestapo főparancsnoksága. A zsidó lakosságot csaknem teljesen kiirtották. A várost az I. Ukrán Front hadereje szabadította fel 1943. december 31-én (előtte novemberben egy hétig volt szovjet kézen, november 13–20. között), a zsitomir-berdicsevi hadműveletek során. Zsitomir újjáépítése lassan haladt, 1950-ben a háború előtti ipari termelés 30%-át állították elő. A hétéves terv (1955-1962) során létesült az első nagy lenkombinát a városban. 1971-ben 167 ezer, 1987-ben már 287 ezer lakosa volt. 1984-ben, alapításának 1100. évfordulóján a várost Munka Vörös Zászló-érdemrenddel tüntették ki. 

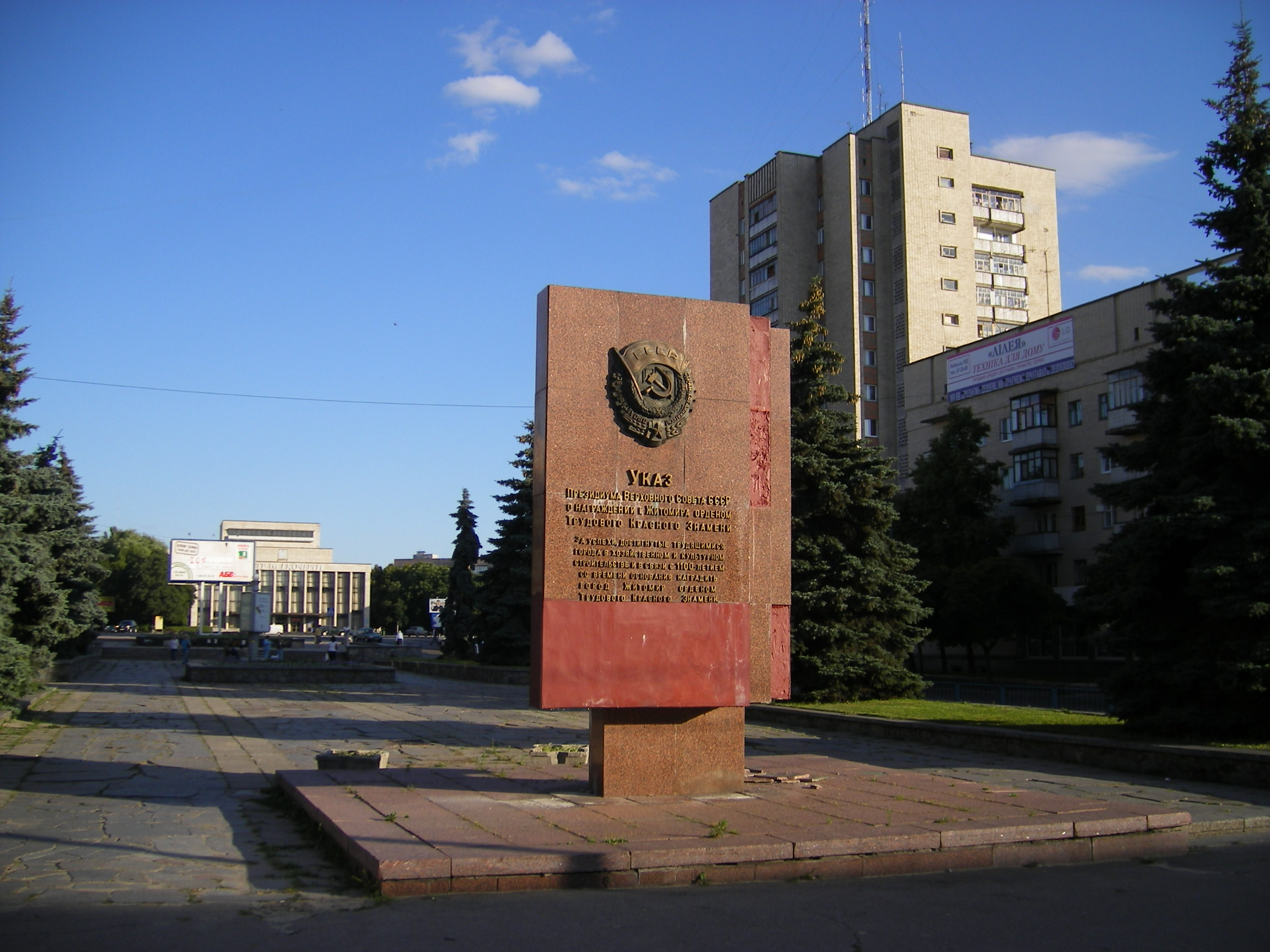
A Munka Vörös Zászló érdemrend emlékműve a Győzelem terén

## Gazdaság
Zsitomir sokoldalú iparváros:
- Hagyományosan jelentős lenipara, melyet két nagy kombinát képvisel.[3] Műszálgyártás (nylonkord).
- Ukrajna legjelentősebb bútorgyára az első ötéves tervek során létesült. Alapanyagát a környék erdőségei szolgáltatják. A hangszergyártás szintén hagyományos iparág a városban.
- Építőipara is sokoldalú (szilikáttégla-gyártás, betonelemek gyára).
- Papír és üveggyártás.
- Sokoldalú élelmiszeripar (húskombinát, malomipar, konzervgyár, sörgyár).
- Gépipar (alkatrészgyártás, elektromos műszergyártás). A Nagy Honvédő Háború emlékoszlopa

A Nagy Honvédő Háború emlékoszlopa

### Közlekedés

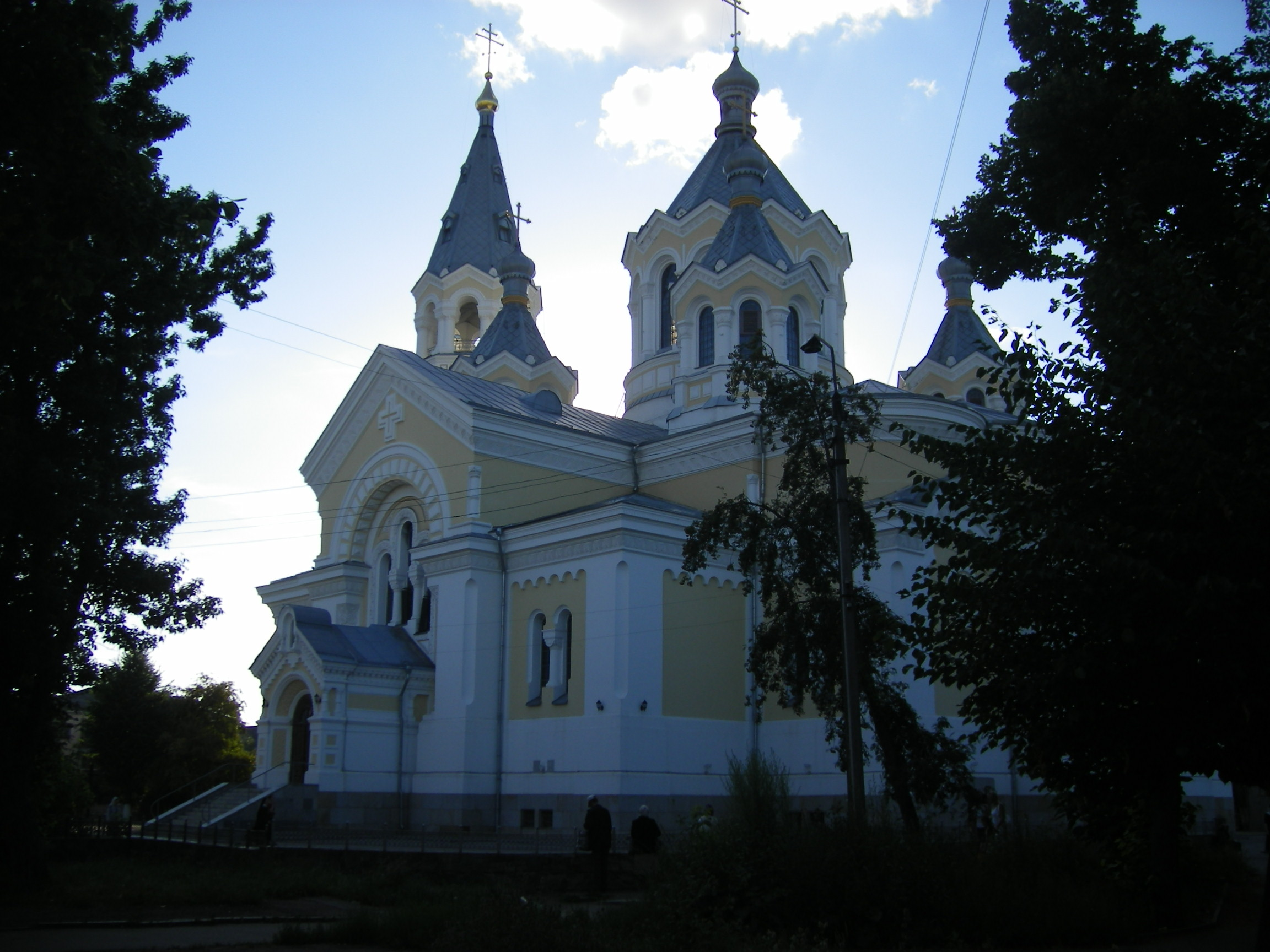
A Preobrazsenszkij-székesegyház

A város közúti és vasúti csomópont. Az Odessza–Szentpétervár, valamint a Kijev–Lviv vasútvonalak itt keresztezik egymást. Itt halad el a Lviv–Kijev autópálya is (M-06). Az M-20-as autóút Hmelnickijjel (181 km), a P10-es a fehérorosz határral (171 km), valamint Berdicsivvel köti össze. Északról 30 km-es elkerülő útszakaszt építettek ki. Belföldi járatokat fogadó repülőtere Ozerne település határában, a várostól 10 km-re délkeletre fekszik. Fejlett a városi közlekedés, az első villamosvonal Ukrajnában az elsők között 1899-ben, az első trolibuszjárat 1962-ben nyílt meg.

## Nevezetességei
A város a Teterivtől északra húzódó három dombon terül el. A Kamjanka folyótól keletre található a főtér (Szobornij majdan) és a vele szomszédos Győzelem-tér (majdan Peremohi). A főtéren áll a területi állami közigazgatási hivatal (adminisztráció) és a megyei tanács épülete Lenin vörös gránitból készült szobrával, és itt található az I. Kocserha-színház is. A közelben található az 1737-1751 között késő reneszánsz és barokk stílusban épült Szt. Szófia székesegyház. A Győzelem-téren (amely piactérként is szolgál) látható a város legnagyobb temploma, az 1874-ben  késő bizánci stílusban épült 53 m magas toronnyal rendelkező Jézus színeváltozása székesegyház (Preobrazsenszkij kafedralnij szobor). A tér közelében találjuk a Duklai Szent Jánosról elnevezett egykori szemináriumi templomot, amely 1838-ban épült. A város egyéb nevezetességei között meg kell említeni a Csernyahivszkij utcában (a város délnyugati részén) a második világháború hőseinek fekete emlékoszlopát, a jezsuiták egykori kolostorának romjait, valamint a természettudományi múzeumot, melynek legnagyobb látványossága egy mammut csontváza. Zsitomirban van Ukrajna egyetlen űrkutatási múzeuma. Jellegzetes kék kupolájáról híres a Szent Mihály-templom.

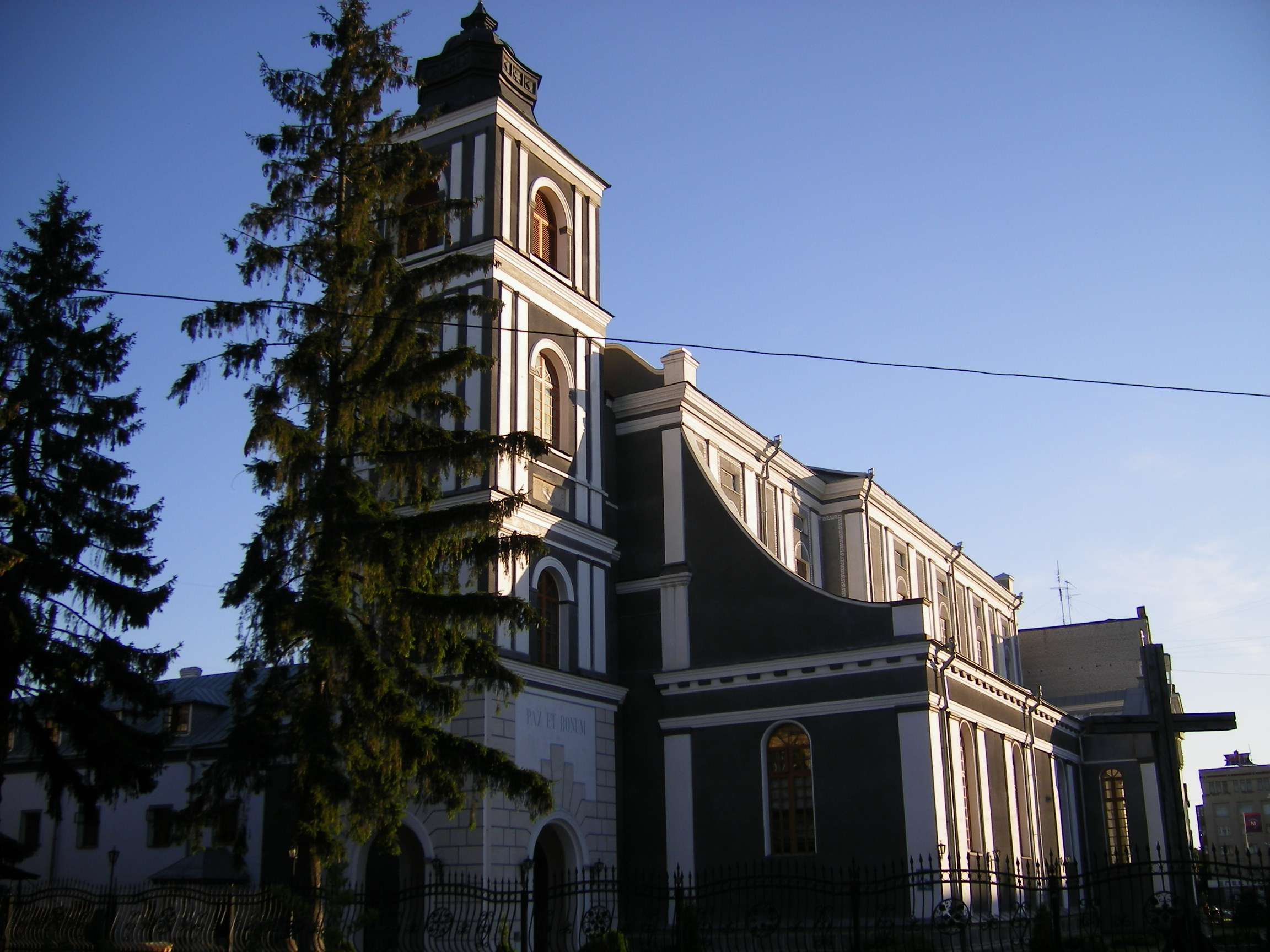
Az egykori szemináriumi templom

## Testvérvárosai
- Kutaiszi, Grúzia
- Montana, Bulgária

## Híres emberek
Zsitomirban születtek:
- Oszip Bernstejn (1882–1962) sakkmester
- Tadeusz Borowski (1922–1951) lengyel költő, író
- Jarosław Dąbrowski (1836–1871) lengyel forradalmár, a Párizsi kommün egyik vezetője
- Vlagyimir Korolenko (1853–1921) orosz író
- Borisz Mikolajovics Ljatosinszkij (1895–1968) zeneszerző,
- Szergej Pavlovics Koroljov (1907–1966) rakéta-tervező, a szovjet űrprogram egyik központi alakja
- Szvjatoszlav Teofilovics Richter (1915–1997) világhírű zongorista
- Arkady Luxemburg, az egyik legtermékenyebb és legismertebb élő moldvai-amerikai zeneszerző (1939 –)